# アレクサンドル・アンドレイェヴィチ・イワノフ

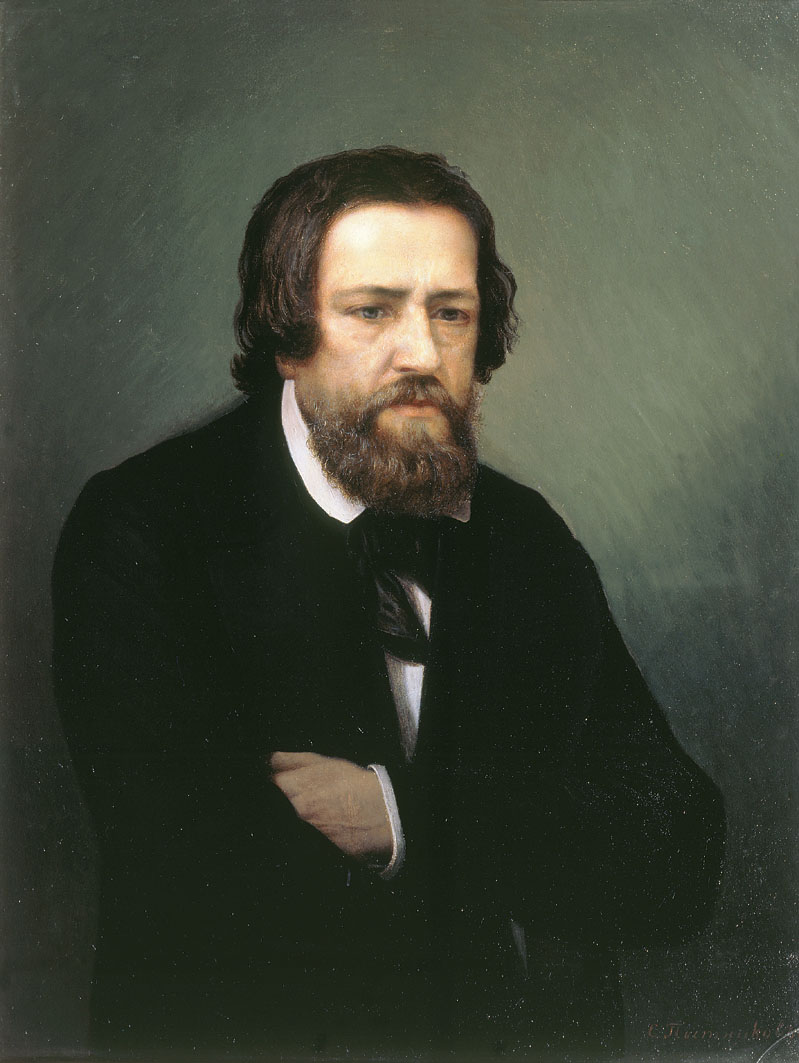
アレクサンドル・アンドレイェヴィチ・イワノフの肖像画（Sergey Petrovich Postnikov 1838-1880 画

アレクサンドル・アンドレイェヴィチ・イワノフ（ロシア語: Алекса́ндр Андре́евич Ива́нов、英語: Alexander Andreyevich Ivanov、1806 - 1858）はロシアの新古典主義の画家。「イワノフ」は、「イワーノフ」とも表記される。

## 生涯

「民衆の前に現れたキリスト」（アレクサンドル・イワノフ）。洗礼者ヨハネ（手前左）がこちらへ歩いて来るイエス・キリストを指し示している。（トレチャコフ美術館所蔵）

アレクサンドル・アンドレイェヴィチ・イワノフはサンクトペテルブルクに生まれて、帝国アカデミーでカール・ブリューロフなどと共に学んだ。父親はやはり画家のアンドレイ・イヴァノヴィチ・イワノフ（Andrey Ivanovich Ivanov）である。
彼は生涯のほとんどをローマで過ごし、ニコライ・ゴーゴリと交友を深め、キリスト教美術の誠実性と精神性を取り戻そうとする芸術運動であるナザレ派に属した。彼はたった一幅の絵画『民衆の前に現れたキリスト』（トレチャコフ美術館所蔵）によって有名で、この絵の完成に死の直前まで20年をかけている。ヨーロッパの熱心なクリスチャンはこの絵だけを見にモスクワへ行く、とも評判である。
イヴァノフの評価は、以前よりは増している。『民衆の前に現れたキリスト』の下絵をいくつか残しているが、これらもすばらしいという評判である。 この絵以外のほとんどサンクトペテルブルクのロシア美術館にある。

## 画廊

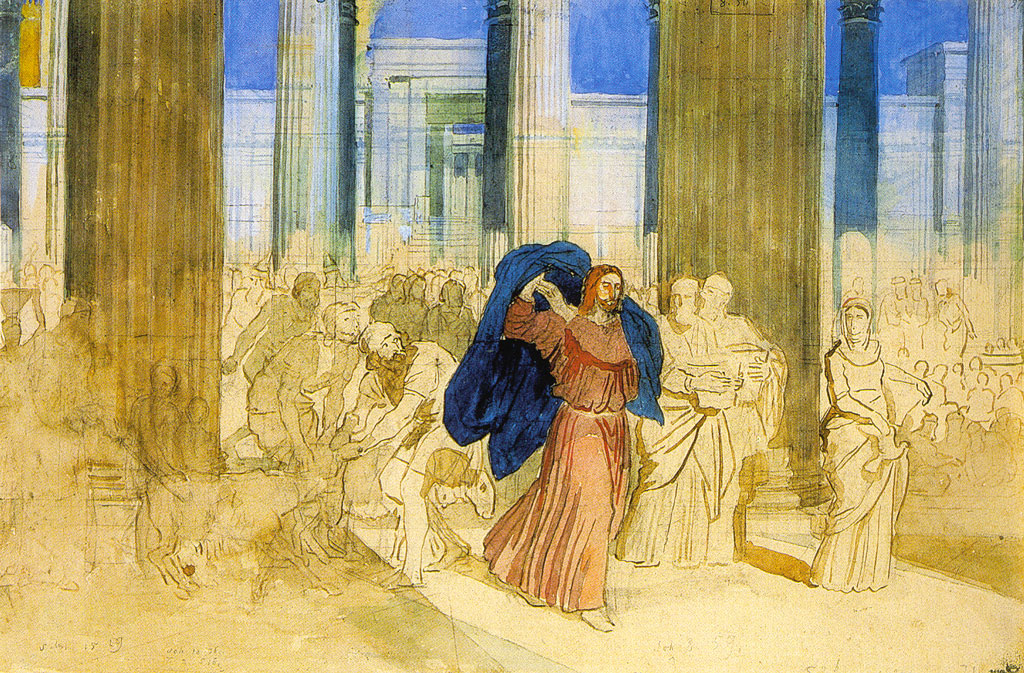
「神殿の浄化」（1824年）
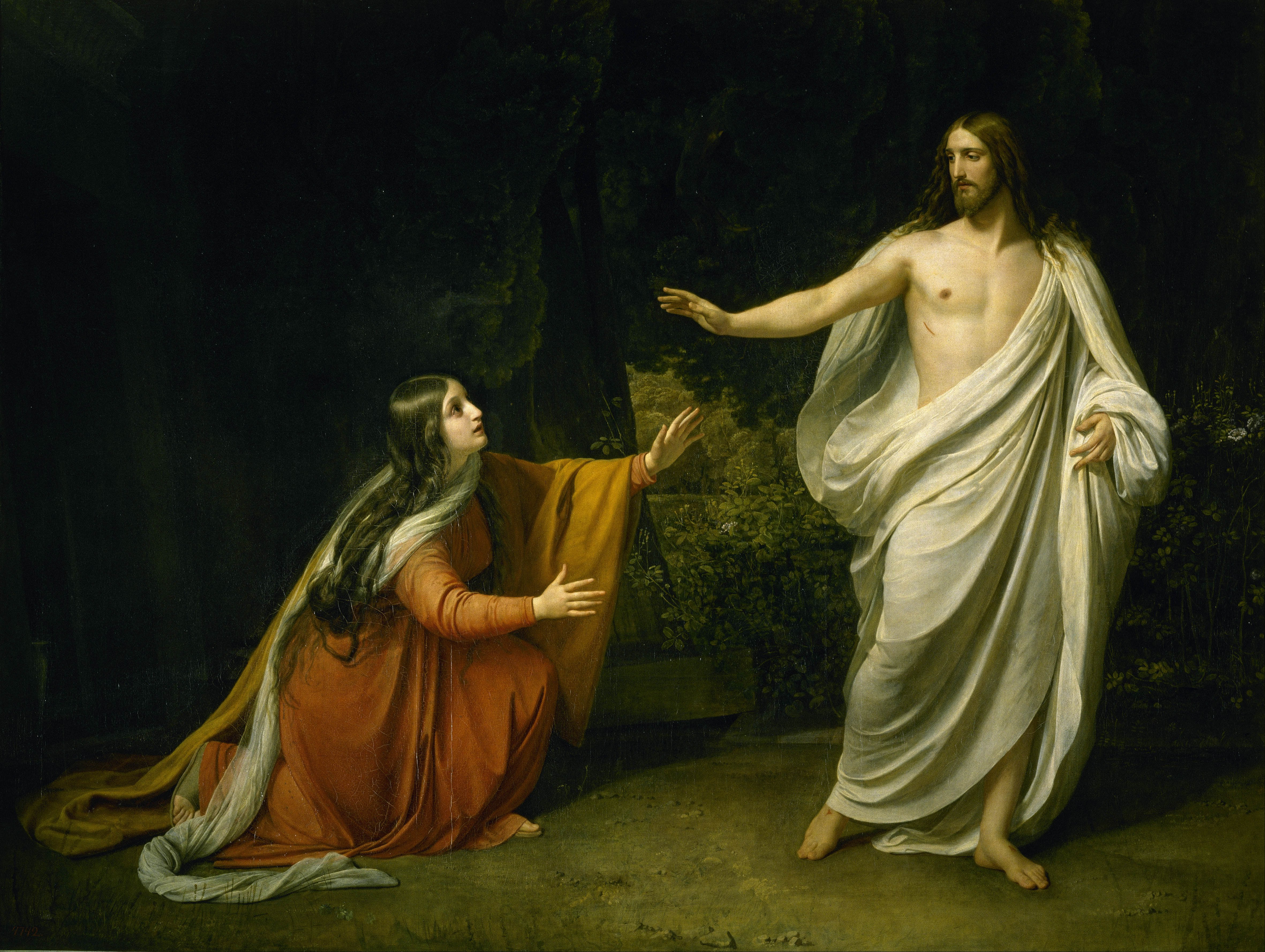
「ノリ・メ・タンゲレ」- 復活したイエス・キリストがマグダラのマリアに現れる（1835年）
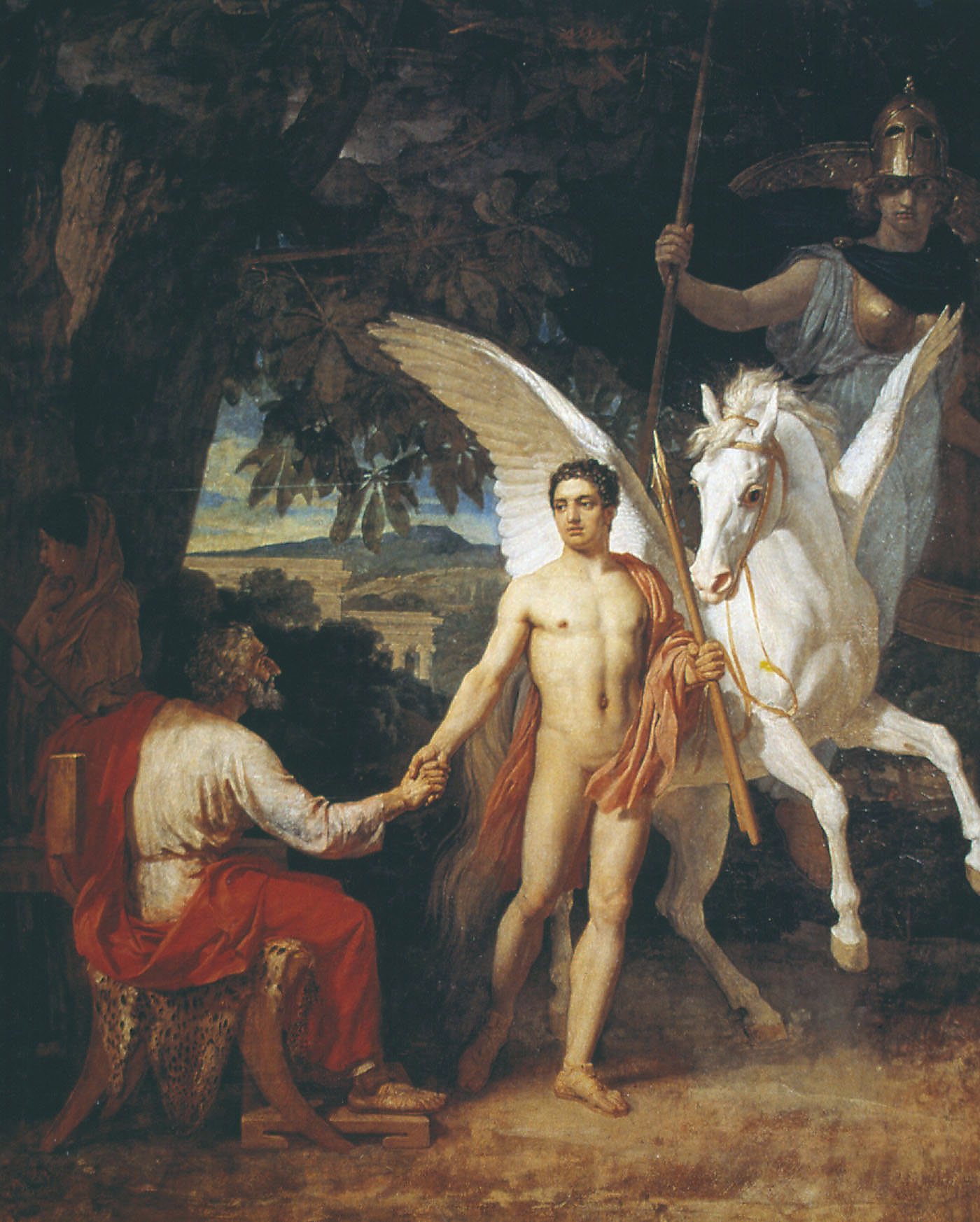
ベレフォロン
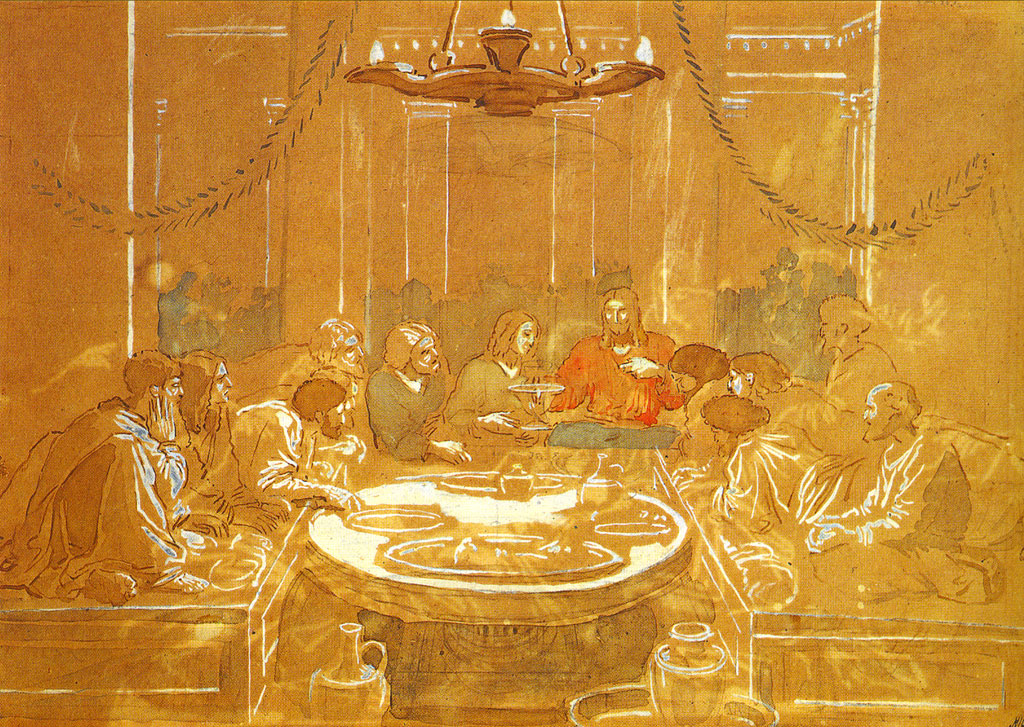
『最後の晩餐』
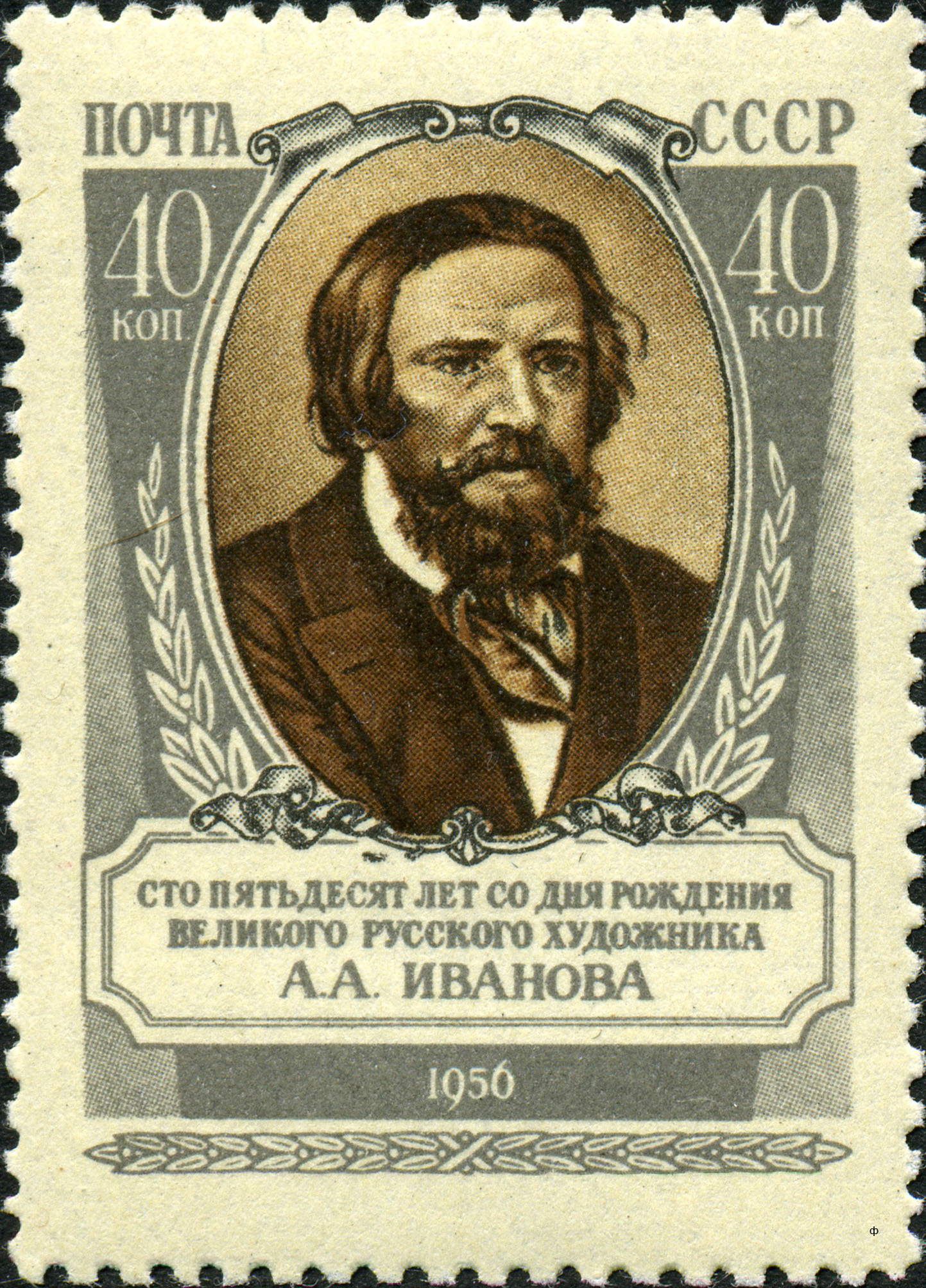
ソヴィエト連邦の記念切手（1956年）

## 参照項目
- アンドレイ・イヴァノヴィチ・イワノフ（Andrey Ivanovich Ivanov）